# Indkøbsforeningerne i 70erne
Indkøbsforeningerne i 70erne var en række organisationer der opstod i kølvandet på ungdomsoprøret  eller ”68”. En del af den bevægelse var  at mange,  især unge mennesker, flyttede på landet; Man ville væk fra de beskidte, larmende og fremmedgørende byer og ud på landet i den friske luft og dyrke jorden. Specielt opstod der mange kollektiver på landet. Det faldt sammen med en udvikling i landbruget, hvor mange gårde blev sammenlagt og dermed  var der mange billige stuehuse til leje. Ofte var det imidlertid svært at købe diverse alternative varer, fx økologiske varer samt helsekostprodukter som brune ris, bønner, linser mv. Derfor oprettede man lokale indkøbsforeninger, hvor man desuden kunne spare lidt pga. mængderabat. Disse indkøbsforeninger blev hurtigt samlingssted for landkollektiverne samt andre alternativt indstillede tilflyttere. Dels som socialt samlingssted, dels som et sted man kunne  afsætte sine egne produkter. Der var bl.a. indkøbsforeninger på Djursland  i Århus og i Roskilde. Nutidens lokale fødevarefælleskaber, f.eks. Københavns Fødevarefællesskab, kan ses som nutidens variant af de gamle indkøbsforeninger.